# Käfer-Gruppe

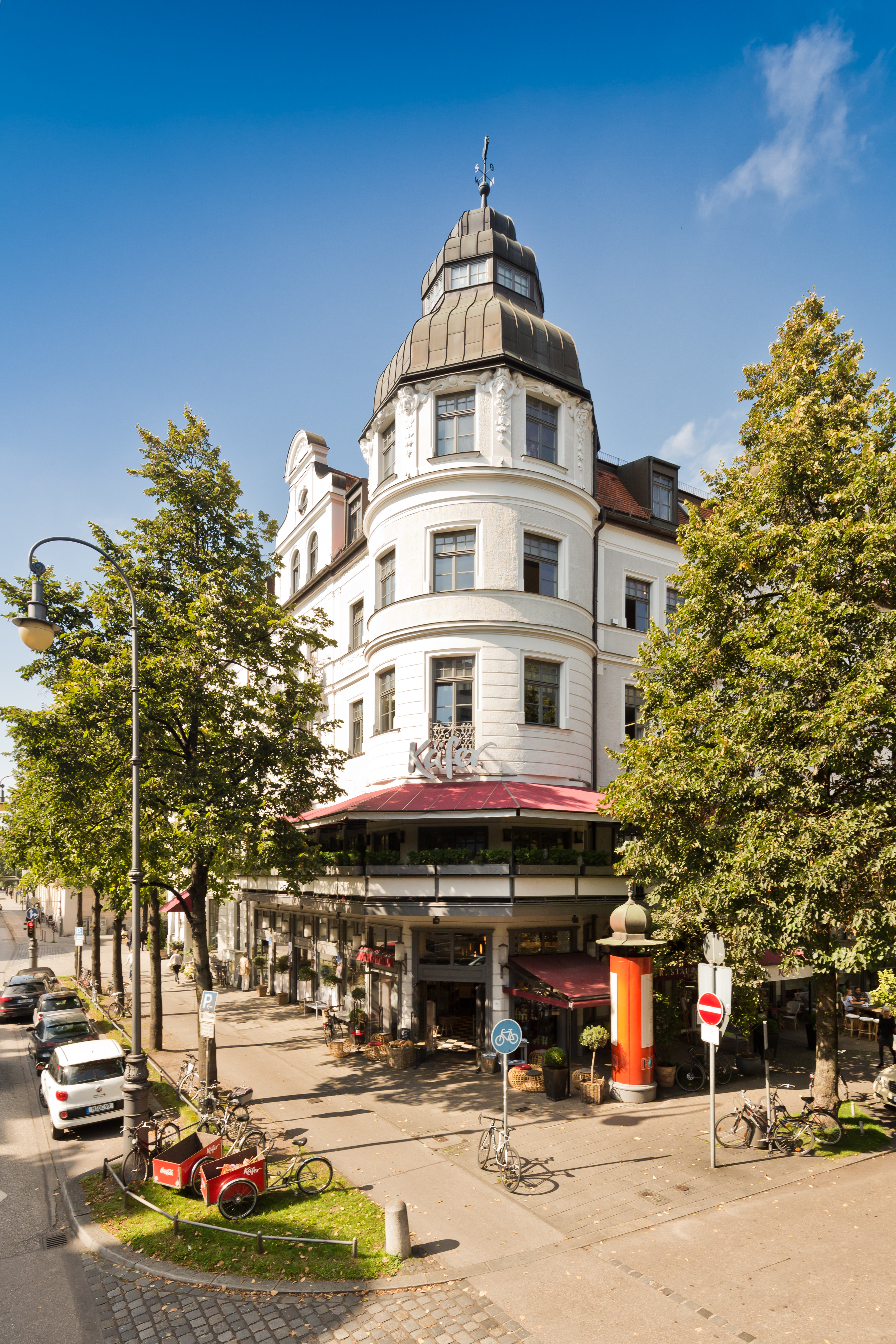
Stammhaus von Feinkost Käfer, seit 1933 in der Prinzregentenstraße in München

Die Käfer-Gruppe ist in den Bereichen Einzelhandel, Gastronomie, Catering und Lizenzen tätig.

## Geschichte
Feinkost Käfer wurde 1930 mit der Eröffnung eines Kolonialwarengeschäftes in der Münchner Amalienstraße von Elsa und Paul Käfer gegründet. 1933 zogen sie in größere Räume in der Prinzregentenstraße 73 um; hier befindet sich bis heute das Käfer-Stammhaus.
In der Zeit des Wirtschaftswunders brachen wieder bessere Zeiten für den Feinkosthandel an. In den 60er Jahren übernahmen die Söhne Gerd Käfer (1932–2015) und Helmut Käfer das Feinkostgeschäft ihrer Eltern und entwickelten es weiter.
1988 trat Gerd Käfers Sohn Michael Käfer (* 1958) in die Geschäftsleitung ein. 1992 übernahm er die Geschäftsführung.

## Unternehmensstruktur
Die Käfer AG ist eine Holding und unterhält diverse Tochter- und Enkelunternehmen:

### Einzelhandel
- Käfer Feinkostladen im Käfer Stammhaus in der Prinzregentenstraße 73.[2]
- Käfer Delikatessen-Märkte Abholmärkte mit Selbstbedienung.[5]

### Gastronomie

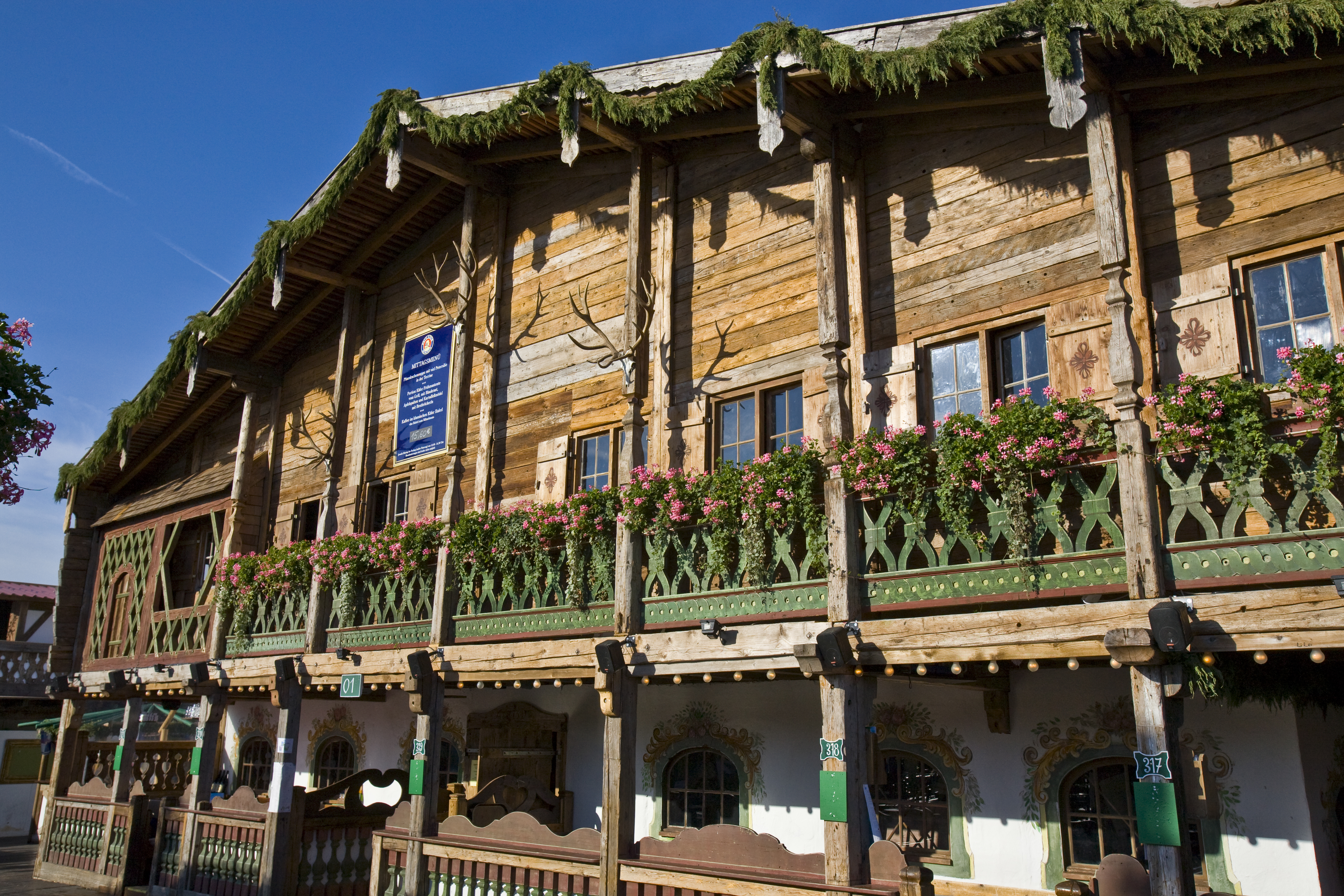
Käfer Wiesn-Schänke

- Das Restaurant Käfer-Schänke im Stammhaus in der Prinzregentenstraße 73 wurde 1970 eröffnet;[6] es hat Platz für 250 Gäste.[7]
- Die Käfer Wiesn-Schänke auf dem Oktoberfest mit 3.000 Plätzen im Innen- und Außenbereich des hölzernen Bauernhauses. 1971 war Käfer erstmals mit der Käfer Wiesn-Schänke auf dem Münchner Oktoberfest vertreten.[4]
- Theater- und Museumsgastronomie in vielen staatlichen Theatern und Museen Münchens.[5]
- Messegastronomie seit 1998 für die Messegastronomie der Messe München. Seit dem Frühjahr 2018 auch in der Hamburg Messe und Congress GmbH (HMC) tätig.[6]
- Die Tochtergesellschaft Käfer Schweiz AG hat im Messezentrum Basel der MCH Group die Gesamtgastronomie übernommen.[8]

- Käfer Dachgarten-Restaurant Berlin betreibt seit 1998 die Restaurants für die Abgeordneten des Deutschen Bundestages und das öffentliche Dachgarten-Restaurant neben der Kuppel.
- Käfer in der BMW Welt seit Oktober 2012 betreibt Käfer die Gastronomie in der BMW-Welt.[9]

### Catering
Neben dem Hauptsitz in München unterhält der Käfer Party Service Büros in Frankfurt am Main und Basel. Er betreut auf rund 1.250 Veranstaltungen rund 200.000 Gäste jährlich.

### Lizenzen

#### Produktlizenzen
Seit 1986 werden verschiedene Produkte von Käfer in deutschen Supermärkten angeboten. Käfer bietet unter Lizenz den Verkauf von Wein, Brot, Räucherlachs, Öl und Gewürzmischungen an.
Eine weitere Kooperation startete Käfer 1992 mit dem japanischen Konzern Mitsukoshi. In der Warenhauskette in Japan entstanden Käfer Shops, in denen typisch deutsche Delikatessen sowie Präsente verkauft werden.

#### Gastronomielizenzen
Eine erste Lizenz im Gastronomiebereich vergab Käfer 1999 an die Allresto Flughafen München GmbH, die seither das Käfer Bistro am Flughafen im Terminal 1 betreibt. Ende Juni 2003 eröffnete das zweite Käfer Bistro im Terminal 2.

## Namensstreit 2017
2017 ging Feinkost Käfer gegen das Porzellanhaus Kaefer in Sohren vor, da sich dieses mit dem Onlineshop kaefer-shop.de unzureichend von Feinkost Käfer differenzieren würde. Die Unternehmen einigten sich einvernehmlich.

## Auszeichnungen
- Seit 2015: Zwei Michelinsterne für das Restaurant EssZimmer in der BMW-Welt, bis 2024 unter Küchenchef Bobby Bräuer